# Рюдзё (авианосец)
«Рюдзё» (яп. 龍驤 рю:дзё:, Дракон, взмывающий в небеса) — японский лёгкий авианосец.

## Проектирование и постройка
После подписания Вашингтонского договора японский Морской Генеральный Штаб (МГШ) помимо конверсии «Акаги» и «Кага» в авианосцы обсуждал и возможность постройки ещё одного 27 000-тонного авианосца и трёх 10 000-тонных кораблей снабжения авиации (кокухокюкан) в рамках готовящей судостроительной программы 1924 года (13-го года Тайсё). Последние не должны были подпадать под договорные ограничения, но при этом исполнять функции авианесущих кораблей, насколько позволяли их размеры. Но из-за финансовых ограничений проект был отвергнут, а вместе с ним и 27 000-тонный авианосец, и 10 000-тонные вспомогательные корабли.
В следующий проект программы, 14-го года Тайсё, утверждённый 9 марта 1925 года, был включён 8000-тонный гидроавиатранспорт (суйдзёкибокан). Он должен был заменить старую плавбазу гидроавиации «Вакамия», 25-летний срок службы которой истекал в 1926 году. Он перешёл и в слегка изменённый третий вариант программы, который был подан на рассмотрение финансовой комиссии 26 октября 1925 года и был отклонён почти по всем пунктам. Параллельно с этим в руководстве флота шли споры, на какие авианосцы стоит сделать ставку: на крупные по типу «Акаги» и «Кага», более устойчивые к боевым повреждениям, или на малые и при этом многочисленные по типу «Хосё». В конечном итоге было решено построить 8000-тонный корабль для замены «Вакамии» как прототипа, не подпадающего под договорные ограничения лёгкого авианосца, и в этом качестве он попал в принятую в марте 1927 года Программу пополнения флота 2-го года Сёва.
Проектирование 8000-тонного авианосца велось в третьей секции Морского технического департамента (МТД) под руководством капитана 1-го ранга Кикуо Фудзимото. В качестве основного ориентира был взят «Хосё», и новый корабль должен был стать по сравнению с ним значительно совершеннее. Обводы корпуса были взяты от тяжёлых крейсеров типа «Аоба», которые в свою очередь восходили к более раннему типу «Фурутака», спроектированному Хирагой, но дорабатывавшемуся Фудзимото. Находившийся на верхней палубе и увенчанный лётной палубой одноярусный ангар должен был вмещать 24 операционнопригодных самолёта современных типов и 6 запасных в разобранном состоянии, плюс запчасти к ним (закреплённые на стенах ангара и под лётной палубой). Энергетическая установка должна была включать два турбозубчатых агрегата «Кампон» с крейсеров типа «Такао» и шесть водотрубных котлов «Кампон» нового типа, при нормальном водоизмещении в 9800 тонн она должна была обеспечивать авианосцу 30-узловую скорость хода. Выбор уже отработанных на практике обводов и механизмов был сделан для упрощения и ускорения процесса проектирования, однако в целом проект вовсе не повторял уже пройденное − Фудзимото применил в нём ряд инженерных решений, отличающих его по стилю от Хираги.
Постройкой авианосца, получившего название «Рюдзё», изначально должен был заниматься Арсенал флота в Йокосуке. Однако в связи с загруженностью этого предприятия и тяжёлой ситуацией в судостроении на фоне экономического кризиса руководитель Арсенала предложил МТД передать заказ одной из частной верфей в целях её поддержки и сохранения технического опыта. МТД с этими аргументами согласился, и в результате был заключён договор с «Судостроительной компанией Иокогамы», по которому та брала на себя обязательства по постройке корпуса вплоть до верхней палубы. Достройкой же корпуса на плаву (включая формирование ангара и лётной палубы) должен был заниматься Арсенал в Йокосуке.

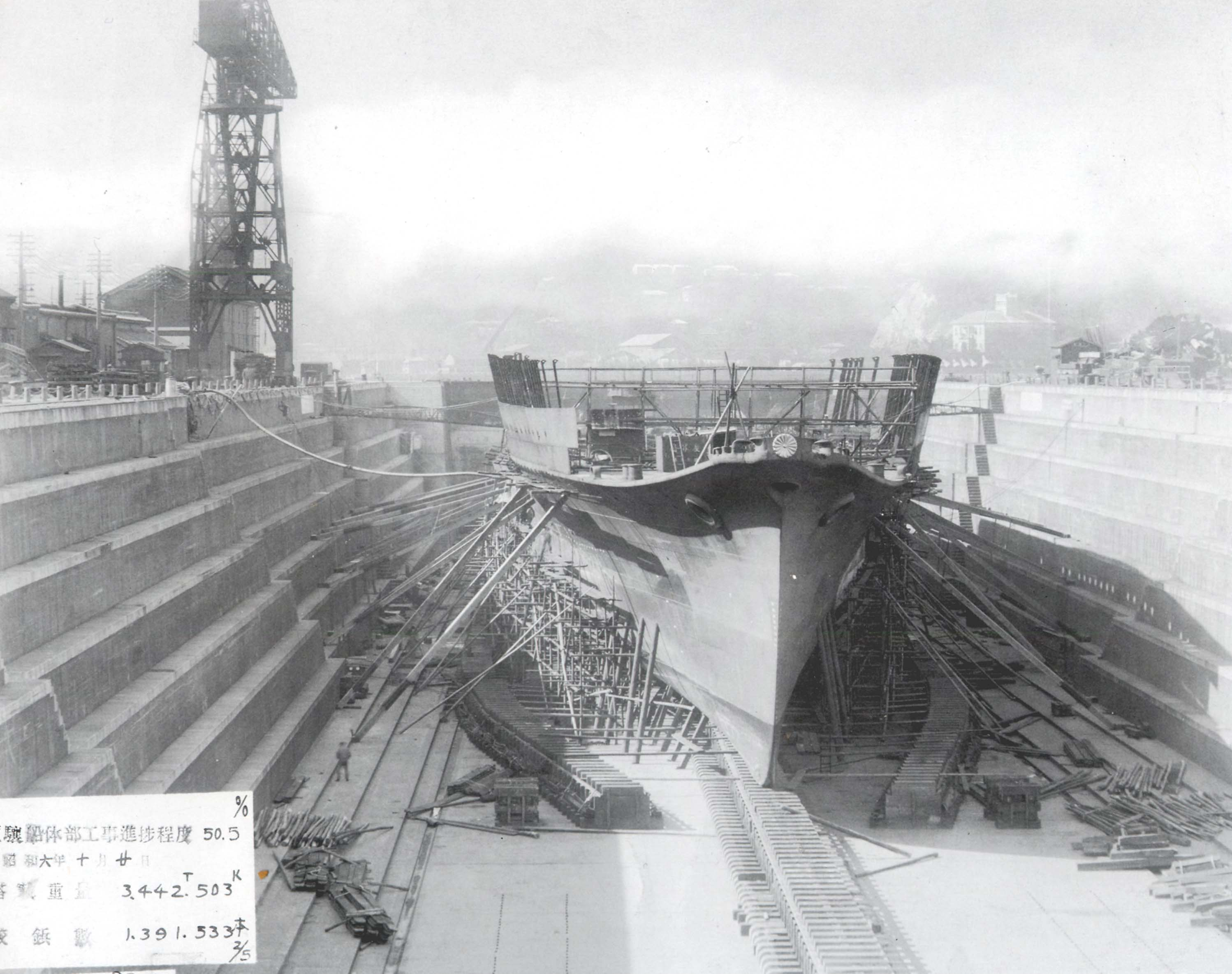
«Рюдзё» в сухом доке № 5 Арсенала флота в Йокосуке, 20 октября 1931 года.

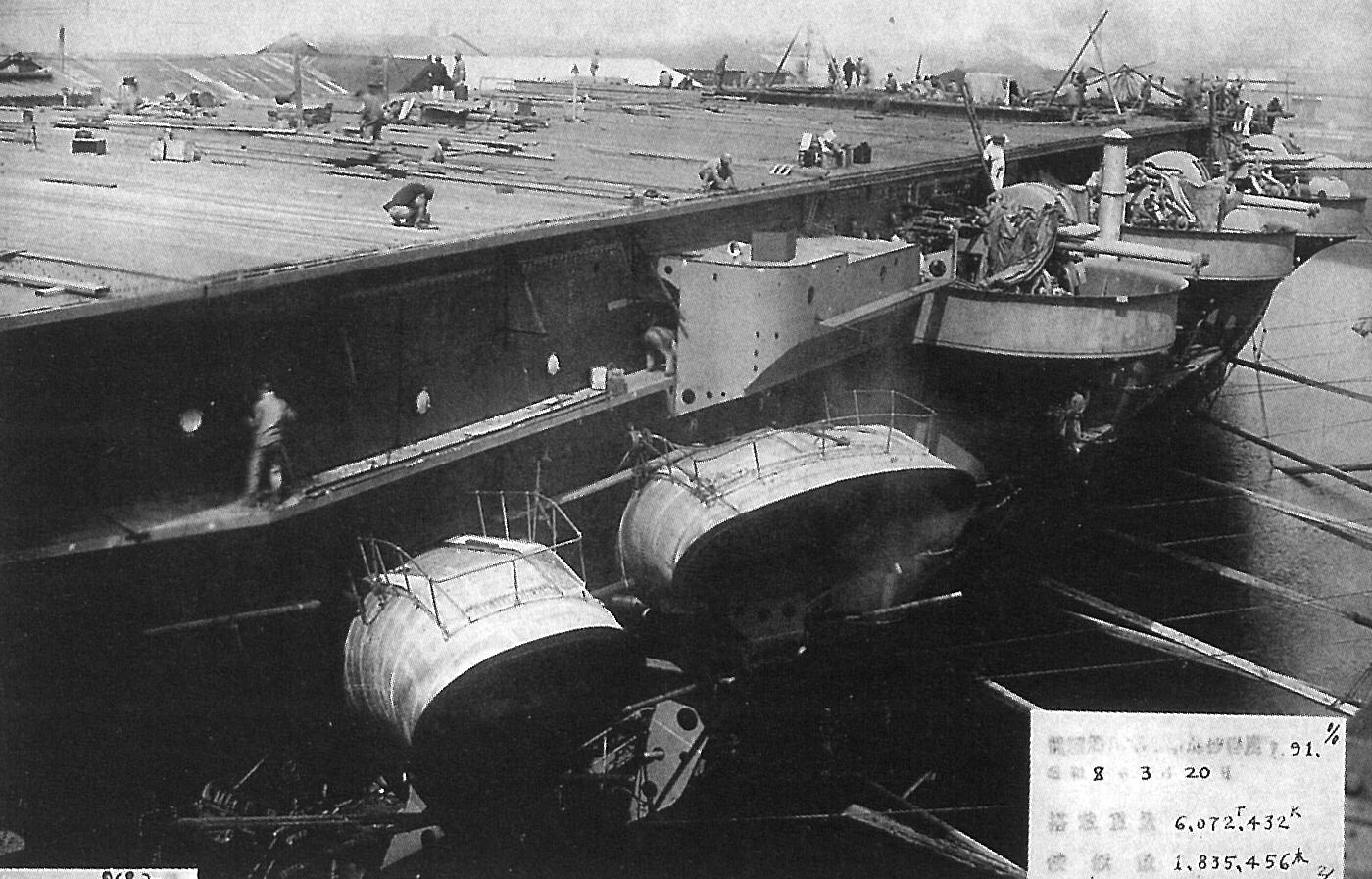
«Рюдзё» на завершающей стадии достройки на плаву. Йокосука, 20 марта 1933 года

Закладка «Рюдзё» в Иокогаме состоялась 26 ноября 1929 года. Полгода спустя, 22 апреля 1930 года, был подписал Первый Лондонский договор, уточнивший ограничения к авианосцам и теперь включавший их выделенный лимит вне зависимости от водоизмещения. МГШ был недоволен его условиями в целом, и в качестве выхода предложил обеспечить индивидуальное превосходство всех строящихся и проектируемых кораблей над аналогами у вероятного противника. В случае «Рюдзё» он потребовал увеличить самолётовместимость на 50 %, что означало перепроектирование уже строящегося авианосца. Фудзимото хоть и возражал, что это невозможно в заданном водоизмещении, но большого сопротивления не оказал. Одноярусный ангар был заменён на двухъярусный, расстояние от киля до полётной палубы при этом возросло с 16,25 м до 20,60 м, что серьёзно повлияло на показатели прочности и остойчивости. Как-либо изменить размеры и конструкцию корпуса уже не представлялось возможным, так как строительство продвинулось слишком далеко вперёд, только для компенсации возросшего верхнего веса должны были быть установлены бортовые були.
После переработки проекта договор с «Судостроительной компанией Иокогамы» был пересмотрен 19 июня 1930 года, и по-прежнему предусматривал постройку ей корабля только до уровня верхней палубы. Находившаяся в тяжёлом финансовом положении верфь затем пыталась добиться права достроить его целиком, но МТД даже не стал отвечать на этот запрос. Как позже утверждал руководивший строительством вице-адмирал Сёдзо Нивата, дело было в вопросе сохранения военной тайны: авиационное оборудование «Рюдзё» было секретным, и МТД опасался, что в порту Иокогамы его могут осмотреть и изучить иностранцы. 2 апреля 1931 года «Рюдзё» был спущен на воду, 23 апреля передан представителям Арсенала Йокосуки и на следующий день отбуксирован в Йокосуку (официальная церемония передачи была 28 апреля). Поскольку приоритетными для флотской верфи были модернизация линкора «Конго» (завершена 8 июня 1931 года) и достройка на плаву тяжёлого крейсера «Такао» (передан флоту 31 мая 1932 года), то «Рюдзё» поставили в бассейн Коуми, который в те годы был плохо оборудован, там не хватало кранов и были проблемы с доступом как рабочих, так и перевозимых грузов к кораблям. Более того, первые несколько месяцев были потрачены на заказ оборудования (самолётоподъёмников, противопожарных штор и т. д.) у частных фирм, само строительство при этом не велось.
Работы на «Рюдзё» возобновились в январе 1932 года, в марте − апреле на нём были смонтировали котлы и турбозубчатые агрегаты, затем перешли к установке булей. В июле были закончены нижние ярусы ангаров. В сентябре сроком сдачи авианосца флоту был назван конец апреля 1933 года, и было проведено несколько совещаний по вопросу, как уложиться в это время, не привлекая дополнительных рабочих рук (по данным вице-адмирала Нивата, всего на достройку «Рюдзё» потребовалось 500 000 человеко-дней при 8,5-часовом рабочем дне, или в 10 раз больше, чем планировалось по исходному проекту). В конце года были закончены верхние ярусы ангаров, в январе 1933 года началась сборка лётной палубы. Ходовые испытания авианосец прошёл в апреле, а 9 мая был передан флоту в присутствии командующего военно-морской базой Йокосука вице-адмирала Китисабуро Номура. Хотя по информации Фукуи «Рюдзё» полной эксплуатационной пригодности достиг только 19 июня.

## Конструкция
Авианосец «Рюдзё» имел крейсерские обводы, что ограничивало его ширину, поэтому ангар для самолётов был двухэтажным.
Из-за несовершенства конструкции авианосец обладал плохой остойчивостью. В мае 1933 года его вернули на верфь для модернизации. С 1934 года по 1936 год корпус авианосца был усилен. Для повышения остойчивости на нем увеличили бортовые були.

### Корпус и компоновка
Броневая защита авианосца была сильно ограничена его водоизмещением и в целом должна была обеспечивать защиту от близких разрывов авиабомб и попаданий снарядов малых калибров. Отсеки энергетической установки прикрывалась на всём протяжении броневым поясом из 46-мм плит NVNC, который должен был их защищать от огня 127-мм орудий эсминцев. Погреба боезапаса имели бронирование аналогично погребам договорных тяжёлых крейсеров, подобно же были прикрыты и цистерны авиабензина. Конструктивная подводная защита (КПЗ) была представлена двойным дном и обычной продольной переборкой. «Рюдзё» при этом имел развитое деление на отсеки: 145 в двойном дне, 26 в пространстве между бортом и продольной переборкой, 22 в булях и 86 — выше уровня ватерлинии. Итоговое число в 279 было крайне большим для 12 000-тонного корабля, для сравнения, у «Хосё» суммарно имелось 175 отсеков.
Метацентрическая высота авианосца после вступления в строй при полном водоизмещении (12 829 т) составляла 0,76 м, диапазон положительной остойчивости — 55,5°, возвышение центра тяжести над ватерлинией — 0,88 м. При водоизмещении на испытаниях (11 733 т) эти параметры имели значения 0,78 м, 52,8° и 1,65 м, в малом грузу (9129 т) они ухудшались до 0,21 м, 32° и 3,9 м соответственно . Эти показатели свидетельствовали о печальном положении дел с остойчивостью и были прямым следствием переделки проекта с целью полуторакратного увеличения авиагруппы. На испытаниях «Рюдзё» при выполнении циркуляции получал столь большой крен, что закреплённые по бокам ангаров на шлюпбалках и на верхней палубе шлюпки срывались в море или получали повреждения. Участвовавший в разработке проекта авианосца в Арсенале Йокосуки инженер Китаро Мацумото рассказывал, что в ходе них он, находясь в верхнем ангаре, при крене в 20° видел через шахту подъёмника побережье Татэямы. Ситуация с остойчивостью «Рюдзё» вызвала жаркие споры, флот требовал соответствующих переделок корабля, но тем не менее до инцидента с «Томодзуру» не было сделано ничего, кроме как наложенных ограничений на максимальное расходование топливных цистерн. Для снижения размахов бортовой качки имелись бортовые кили на длину около трети корпуса и гироскопический успокоитель качки конструкции Сперри. Последний располагался в промежутке между котельными и машинными отделениями и играл важную роль в способности лёгкого авианосца использовать свою авиагруппу в характерных для Тихого океана погодных условиях. В отличие от «Хосё», установленный на «Рюдзё» успокоитель качки не был заказан за границей, а произведён по лицензии верфью «Мицубиси» в Нагасаки.

### Энергетическая установка
На авианосце была установлена двухвальная паротурбинная установка мощностью 65 000 л. с. (47,8 МВт) при 275 об/мин. Входившие в её состав турбозубчатые агрегаты были идентичны находившимся на тяжёлых крейсерах типа «Такао», а котлы — установленных на эсминцах типа «Фубуки».
LP-турбина низкого давления;
HP-турбина высокого давления;
CT-турбина крейсерского хода;
AT-турбина заднего хода;
MG-шестерни главной передачи;
CG-передача с турбины крейсерского хода;
S-вал гребного винта.
«Рюдзё» имел 2 турбозубчатых агрегата мощностью по 32 500 л. с. (23,9 МВт), размещавшихся в двух машинных отделениях, разделённых продольной переборкой. Каждый агрегат включал в себя четыре активные однопоточные турбины: две низкого давления (по 8000 л. с. при ~2000 об/мин) и две высокого (8250 л. с. при ~3000 об/мин). Через 40-тонный редуктор с геликоидной передачей (одна центральная шестерня и четыре ведущие шестерни от турбин, передаточные числа 6,24 и 9,43) они вращали вал трёхлопастного гребных винта диаметром 4,4 м и с шагом 4,13 м, с максимальной частотой оборотов 275 об/мин. Материал роторов турбин — закалённая сталь, лопаток — нержавеющая сталь B.
В корпусах турбин низкого давления (ТНД) находились турбины заднего хода общей мощностью 18 000 л. с. (по 4500 л. с. каждая), вращавшие винты в направлении, обратном к вращению винтов при переднем ходе.
Для экономичного хода в составе передних ТЗА имелось по одной крейсерской турбине (мощностью по 3100 л. с. при 5439 об/мин). Через отдельный 2,3-тонный редуктор (одна ведущая шестерня, передаточное число 3,395) каждая из них соединялась с внешней турбиной высокого давления (ТВД) агрегата. Отработанный пар с турбин крейсерского хода (ТКХ) поступал на крейсерские ступени внешних ТВД и ТНД, вместе они выдавали на валу 7050 л. с. (14 100 л. с. суммарно). Во всех режимах, кроме крейсерских, ТКХ отсоединялись от редуктора и пар поступал напрямую на обе ТВД агрегата. Отработанный пар собирался в восьми однопоточных конденсаторах типа «Унифлюкс» (две рядом с ТНД и две под ними), с охлаждаемой площадью по 762 м².

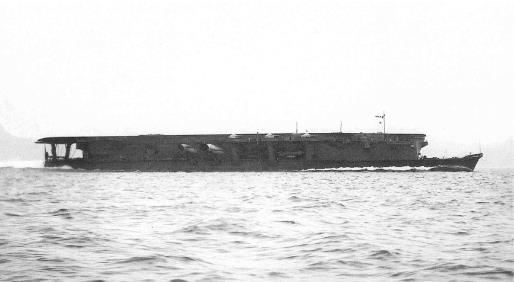
«Рюдзё» на ходовых испытаниях 12 апреля 1933 года у Татэямы.

Па́ром турбозубчатые агрегаты питали шесть водотрубных котлов типа «Кампон» тип B. Рабочее давление насыщенного пара (степень насыщения 98 %) — 20,0 кгс/см² при температуре 212 °C. Котлы были установлены в шести котельных отделениях, продукты сгорания от них выводились по дымоходам в две изогнутые наружу-назад и вниз дымовые трубы (в переднюю − от котлов № 1-4, в заднюю − от котлов № 5-6), находившиеся по правому борту за спонсонами 127-мм орудий. Трубы оснащались системой охлаждения дыма душем из забортной воды, как и на других японских авианосцах с их бортовым размещением, начиная с «Акаги». Впервые были предусмотрены съёмные крышки труб на случай сильного крена на правый борт при боевых или аварийных повреждениях. В нормальном положении они были задраены, при крене же их следовало поднять для выпуска продуктов сгорания.
Занимаемое машинными отделениями пространство имело длину 18,9 м и ширину 14,4 м, котельными отделениями — 25,2 м и 14,0 м. В обоих случаях высота межпалубного пространства составляла 7,2 м. Машинные отделения имели суммарную площадь 264,5 м², котельные — 352,8 м², энерговооружённость — 246,9 и 185,1 л. с./м² соответственно.
На ходовых испытаниях 12 апреля 1933 года на мерной миле у Татэямы при мощности машин 65 273 л. с. и водоизмещении 10 311 тонн «Рюдзё» развил скорость в 29,5 узлов.
Электроэнергетическая система авианосца включала три турбогенератора по 300 КВт и один дизель-генератор на 150 КВт (суммарно 1050 КВт, вдвое больше, чем 525 КВт на «Хосё»). «Рюдзё» стал первым японским кораблём, где практически все вспомогательные механизмы работали от турбогенераторов, только питательные насосы в машинных отделениях имели поршневой привод, а вентиляторы и пожарные помпы были запитаны от дизель-генератора, чтобы их можно было использовать на якорной стоянке. Данный подход стал стандартным на кораблях, строившихся в рамках Первой программы пополнения флота 1931 года и последующих.

## История службы
«Рюдзё» входил в группу кораблей, прикрывавших высадку японских войск на Филиппинах в декабре 1941 года, а затем в Голландской Ост-Индии в феврале 1942 года.
В апреле 1942 года корабль вошел в состав японской рейдерской группы адмирала Одзавы, совершившей Рейд в Индийский океан.
Участвовал в операции у острова Мидуэй и 24 августа 1942 года был потоплен во время сражения у Восточных Соломоновых островов самолетами с американского авианосца «Саратога».

## Командиры
- 02.04.1931 — 01.12.1931 капитан 1 ранга (тайса) Горо Хара (яп. 原　五郎);
- 01.12.1931 — 20.10.1933 капитан 1 ранга (тайса) Тосио Мацунага (яп. 松永寿雄)[16];
- 20.10.1933 — 15.11.1934 капитан 1 ранга (тайса) Торао Кувабара (яп. 桑原虎雄)[16];
- 15.11.1934 — 31.10.1935 капитан 1 ранга (тайса) Итиро Оно (яп. 大野一郎)[16];
- 31.10.1935 — 16.11.1936 капитан 1 ранга (тайса) Сюнъити Кира (яп. 吉良俊一)[16];
- 16.11.1936 — 01.12.1937 капитан 1 ранга (тайса) Кацуо Абэ (яп. 阿部勝雄)[16];
- 01.12.1937 — 15.12.1938 капитан 1 ранга (тайса) Дзисаку Окада (яп. 岡田次作)[16];
- 15.12.1938 — 15.11.1939 капитан 1 ранга (тайса) Канаэ Косака (яп. 上阪香苗)[16];
- 15.11.1939 — 21.06.1940 капитан 1 ранга (тайса) Киити Хасэгава (яп. 長谷川喜一)[16];
- 21.06.1940 — 25.04.1942 капитан 1 ранга (тайса) Усиэ Сугимото (яп. 杉本丑衛)[16];
- 25.04.1942 — 24.08.1942 капитан 1 ранга (тайса) Тадао Като (яп. 加藤唯雄)[16].